# 키비히메노오오키미
키비히메노오오키미(일본어: 吉備姫王 きびひめのおおきみ・きびひめのみこ[*], 생년 미상 - 고교쿠 천황 2년 9월 11일 (643년 10월 28일))는 아스카 시대의 일본 황족이다. 키비노시마노스메미오야노미코토(吉備島皇祖母命)라는 존칭을 받았다. 사쿠라이노미코의 왕녀이고, 어머니는 알려져 있지 않다. 치누노오오키미 (오시사카노히코히토노오오에노미코(押坂彦人大兄皇子)의 아들)의 비가 되어, 타카라노히메미코 (고교쿠 천황/사이메이 천황)과 카루노미코(軽王, 고토쿠 천황)을 낳았다.

## 같이 보기
- 사루이시
- 카나즈카 고분